# Casa del boia (Firenze)
La Casa del boia è un edificio di Firenze, situato in via Ghibellina 69, alla testa dell'isolato tra via delle Pinzochere, via San Cristofano.

## Storia e descrizione
L'edificio, a quattro piani, è posto davanti alla sbocco di via Michelangelo Buonarroti, ed è noto tradizionalmente come "casa del boia", per essere stata a lungo abitazione dell'esecutore ufficiale delle condanne capitali in città. Colpisce come si tratti di un edificio isolato su tre lati, quasi "emarginato", non a caso esisteva il modo di dire "essere solo come un boia". Prima di diventare incarico fisso, il triste compito del boia venne affidato ad altri condannati a morte o a forestieri appositamente richiesti.
Attualmente si presenta con un fronte principale che rimanda a modi cinquecenteschi solo al piano terreno, interamente parato a conci di pietra forte (con integrazioni moderne), visto che i piani superiori presentano modi correnti dell'edilizia tra Otto e Novecento. La data "1547" incisa su una di queste bugne, in prossimità del canto con via San Cristofano, sembrerebbe plausibile ad indicare l'originaria definizione di questa porzione dell'edificio, ma più probabilmente ricorda il livello raggiunto dalle acque dell'Arno durante l'alluvione di quell'anno, rimarcato anche da una riga sotto al data. Un'altra data (1915), questa volta graffita su una delle pietre artificiali che guardano decisamente su via San Cristofano, potrebbe invece indicare il periodo nel quale è stato ridisegnato l'edificio, con un restauro e con ampie ricostruzioni di questa porzione, in anni in cui la si riscopriva come "casa del boia", ovvero come meta di un turismo alla ricerca di scorci e storie pittoresche della Firenze antica.
Nel repertorio di Bargellini e Guarnieri si segnala come in via delle Pinzochere, dove erano l'orto e la stalla della casa, prima dell'alluvione del 1966 si potesse notare su una pietra lavorata un ferro ad U, che gli studiosi tendevano a identificare con quello usato dall'esecutore delle sentenze per attaccare le briglie del proprio cavallo.

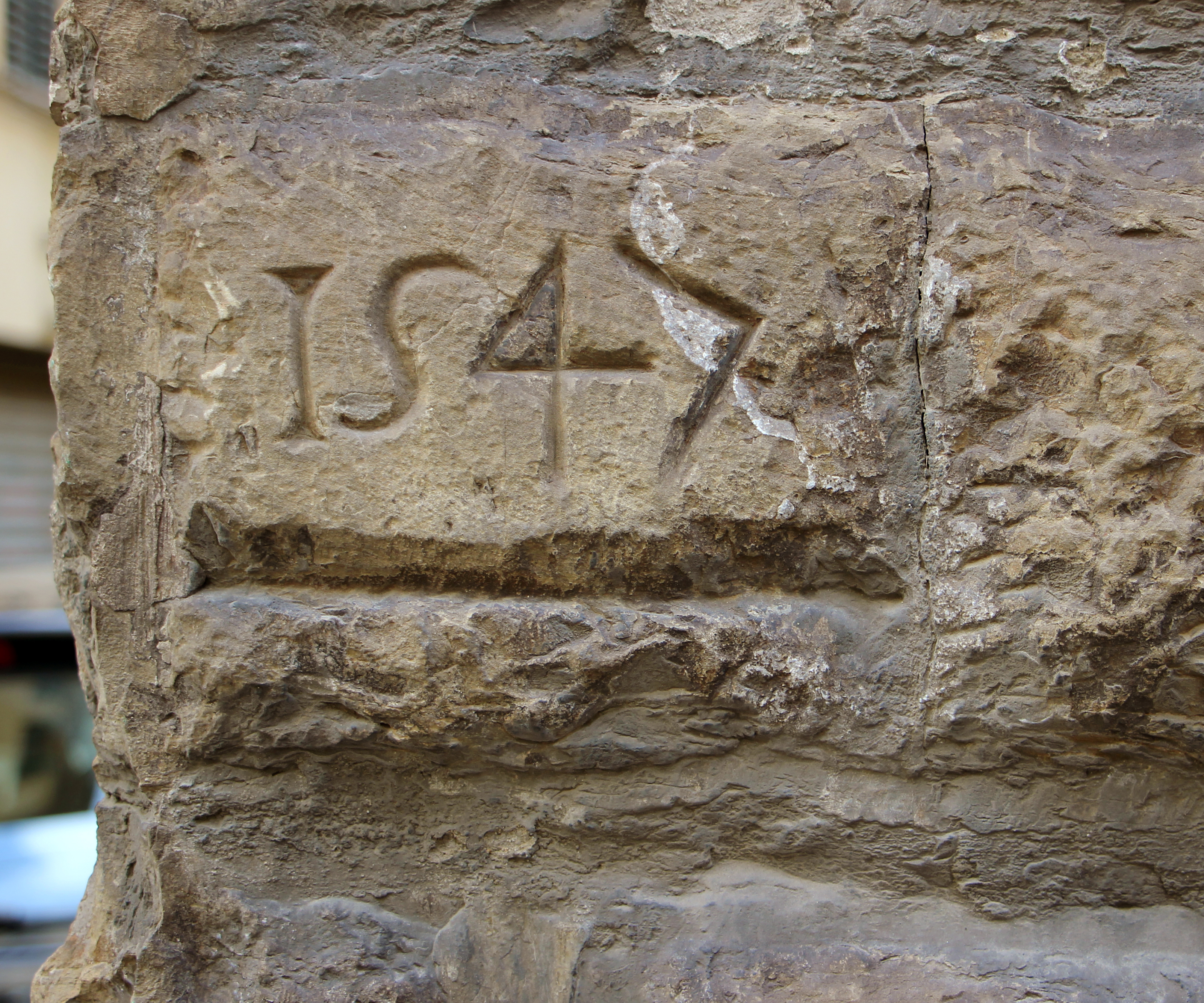
Memoria dell'alluvione del 1547
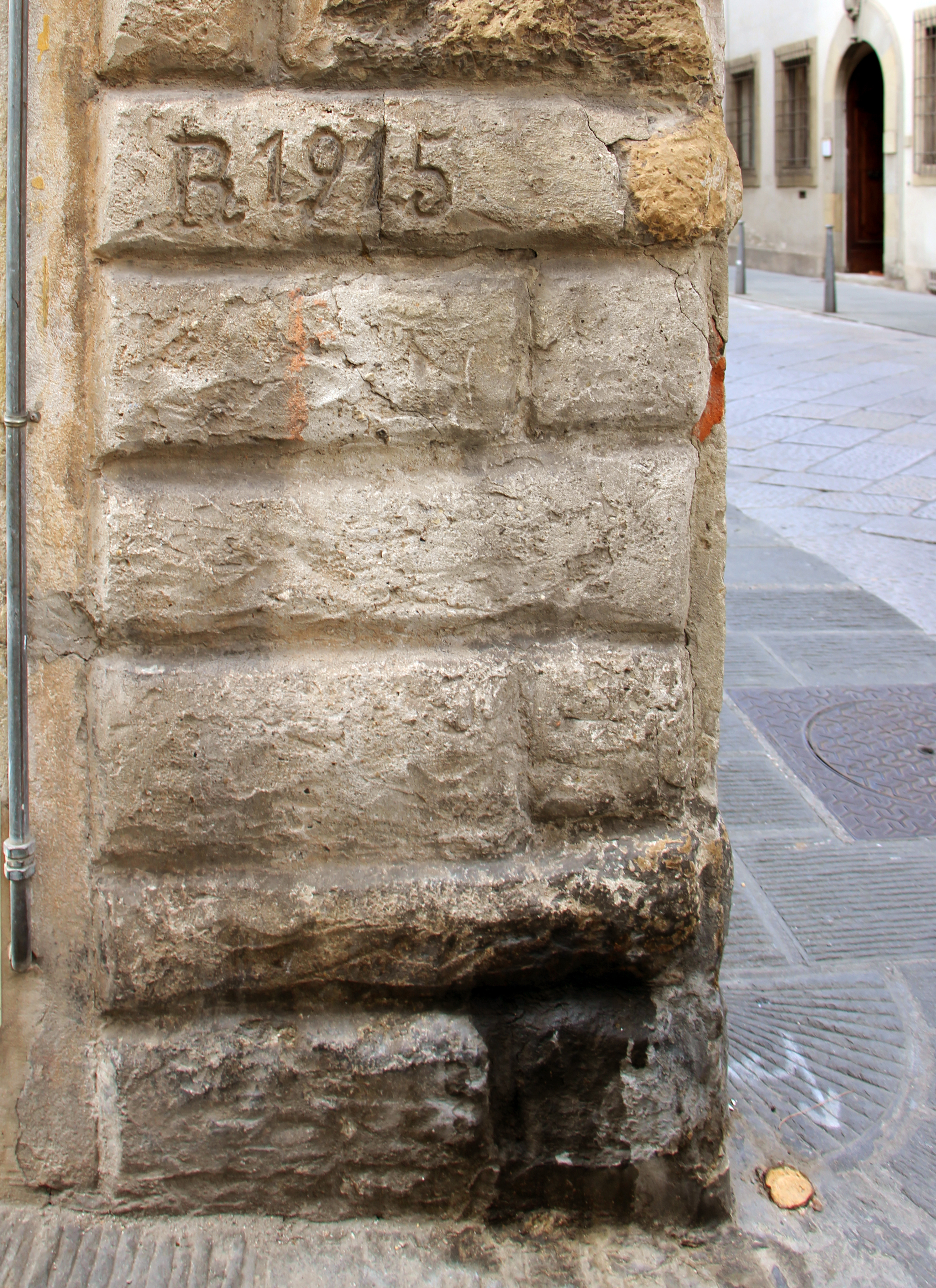
Iscrizione "R 1915" su via delle Pinzochere